# Вормшёльд, Мортен
Мо́ртен Во́рмшёльд (также Мартин Вормскильд, Вормскельд, Вормскьольд, дат. Morten Wormskjold, 1783—1845) — датский ботаник, участник кругосветной экспедиции Коцебу.

## Биография
Родился 16 января 1783 года в Копенгагене в семье Педера Вормшёльда (1750—1824). С 1801 по 1805 год получал юридическое образование, затем учился в Копенгагенском университете на ботаника. В 1807 году Вормшёльд вместе с Йенсом Вилкеном Хорнеманном и Кристеном Смитом ездил на ботаническую экспедицию по Норвегии.
В 1812—1814 годах Вормшёльд путешествовал по Гренландии, занимаясь сбором образцов растений для пополнения определителя Flora Danica. Зиму 1812—1813 годов провёл в Готхобе, последующую зиму — в Фредериксхобе.
В 1815 году Мортен Вормшёльд присоединился к кругосветной экспедиции брига «Рюрик» под командованием Отто Коцебу, натуралистами на которой были также Адельберт Шамиссо и Иоганн Фридрих Эшшольц. Вормшёльд собирался покинуть экспедицию, высадившись в Бразилии, однако остался за бортом «Рюрика» на Камчатке по причине конфликта. Последующие два года он самостоятельно путешествовал по полуострову.
Вернулся в Данию Вормшёльд в 1819 году.
Скончался в замке Гавнё 29 ноября 1845 года.

## Некоторые научные работы
- Wormskiold, M. Gammelt og nyt om Grönlands. — 1814. — P. 298—403.

## Роды, названные в честь М. Вормшёльда
- Wormskioldia Spreng., 1827 [= Delesseria J.V.Lamour., 1813, nom. cons.]
- Wormskioldia Thonn., 1827, nom. illeg. [≡ Tricliceras Thonn. ex DC., 1826]